# 157. pehotna divizija (ZDA)
157. pehotna divizija (izvirno angleško 157th Infantry Division) je bila fantomska pehotna divizija Kopenske vojske ZDA.

## Zgodovina
Divizija je bila ustanovljena v okviru operacije Fortitude.